# Miquette et sa mère (film, 1934)
Pour les articles homonymes, voir Miquette et sa mère (homonymie).
Pour plus de détails, voir Fiche technique et Distribution.
Miquette et sa mère est un film français de Henri Diamant-Berger sorti en 1934 et adapté de la pièce éponyme de Robert de Flers et Gaston Arman de Caillavet.

## Fiche technique
- Titre : Miquette et sa mère
- Réalisation : Henri Diamant-Berger, D. B. Maurice[1] et Henri Rollan, assistés de Jacques-Julien Lévy
- Scénario : Henri Diamant-Berger, d'après l'œuvre de Robert de Flers et Gaston Arman de Caillavet
- Décors : Guy de Gastyne
- Photographie : Maurice Desfassiaux (en)
- Son : Jean Lecocq
- Montage : William Barache
- Musique : Jean Lenoir
- Production : Henri Diamant-Berger et Bernard Natan
- Société de production : Films Diamant
- Pays d'origine :  France

- Langue : français
- Format :  Noir et blanc - 35 mm - 1,33:1 - son mono
- Genre : Comédie
- Durée : 75 minutes
- Date de sortie : 
  - France : 23 mars 1934

## Distribution
- Blanche Montel : Miquette Grandier
- Jeanne Cheirel : Mme Grandier
- André Alerme : le marquis de la Tour-Mirande
- Roland Toutain : Urbain de la Tour-Mirande
- Michel Simon : Monchablon
- Marcelle Monthil : Mme Monchablon
- Serjius : l'impresario
- Pauline Carton : Mlle Poche
- René Hiéronimus : l'auteur
- Marthe Mellot : Mlle Majoumel
- Robert Ozanne : le contrôleur
- Lulu Vattier : Perine
- Viola Vareyne

## Autour du film
- La pièce a fait l'objet de deux autres adaptations au cinéma :  
  - Miquette (1940) de Jean Boyer ;
  - Miquette et sa mère (1950) de Henri-Georges Clouzot, dans laquelle Pauline Carton jouera le rôle de Perine.